# Mariana Carvalho
Mariana Carvalho (27 de marzo de 1998) es una deportista portuguesa que compite en gimnasia en la modalidad de trampolín.
Ganó dos medallas en el Campeonato Mundial de Gimnasia en Trampolín, en los años 2018 y 2023, y una medalla de bronce en el Campeonato Europeo de Gimnasia en Trampolín de 2018.

## Palmarés internacional
| Campeonato Mundial | Campeonato Mundial       | Campeonato Mundial | Campeonato Mundial |
| Año                | Lugar                    | Medalla            | Prueba             |
| ------------------ | ------------------------ | ------------------ | ------------------ |
| 2018               | San Petersburgo (Rusia)  | Medalla de plata   | Equipo mixto       |
| 2023               | Birmingham (Reino Unido) | Medalla de plata   | Equipo mixto       |
| Campeonato Europeo |                          |                    |                    |
| Año                | Lugar                    | Medalla            | Prueba             |
| 2018               | Bakú (Azerbaiyán)        | Medalla de bronce  | Equipo             |